# Fontana delle 99 cannelle
(Ezra Pound)
La fontana delle 99 cannelle (detta anche fontana della Rivera) è una fontana monumentale dell'Aquila, inserita nel 1902 nell'elenco dei monumenti nazionali italiani.
Situata a Borgo Rivera, una delle zone più antiche del centro storico a ridosso del fiume Aterno, vicino alla chiesa di San Vito alla Rivera, costituisce quasi l'intero perimetro dell'omonima piazza quadrangolare posta adiacente alle mura urbiche, ed è costituita da novantatré mascheroni in pietra e sei cannelle singole, dalla maggior parte dei quali sgorga l'acqua: secondo la tradizione, le cannelle rappresenterebbero i novantanove castelli del circondario che, nel XIII secolo, parteciparono alla fondazione dell'Aquila.

## Storia

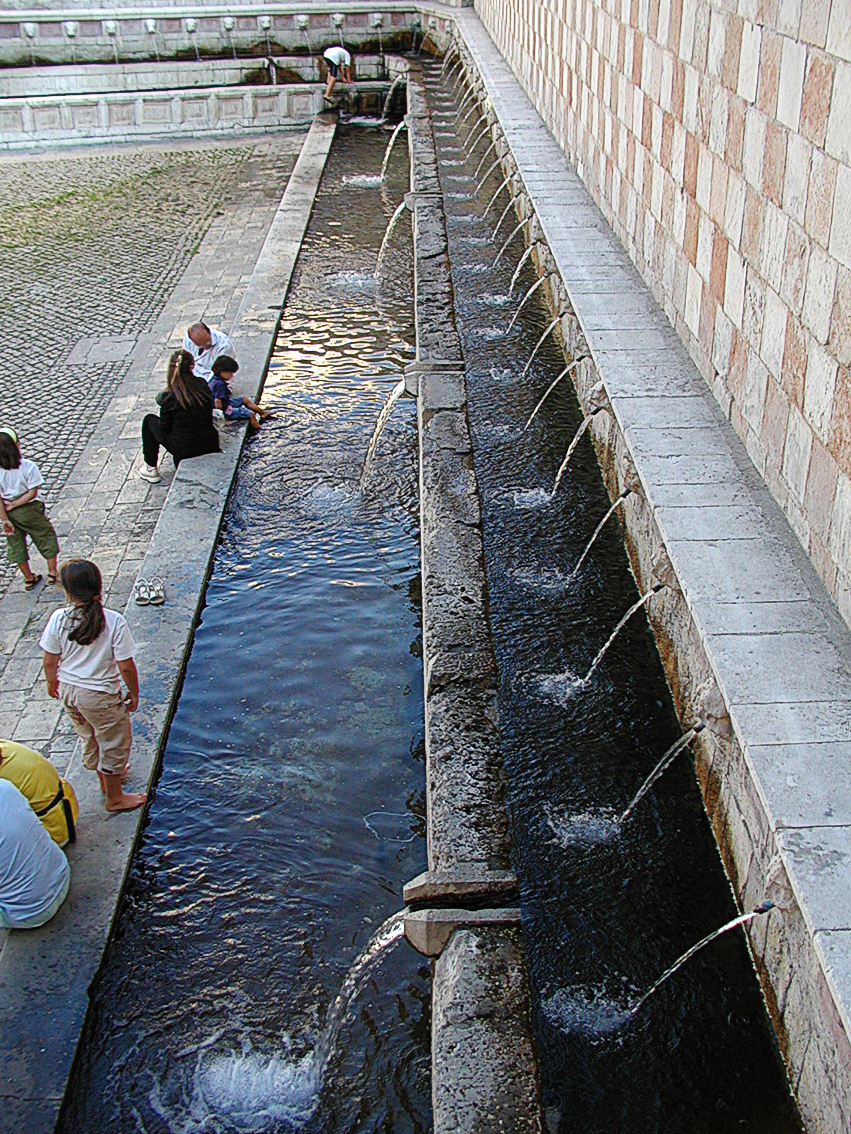
Il fronte centrale della fontana

La storia della fontana delle 99 cannelle, comunemente considerata uno dei primi monumenti civici dell'Aquila e un'esaltazione della sua origine autonoma, non è di semplice interpretazione. Essa fu probabilmente eretta su progetto dell'architetto Tancredi da Pentima nel 1272, a pochi anni dalla seconda fondazione della città, come testimoniato dalla lapide sita sulla parete di fronte al cancello d'ingresso che si conclude nel seguente modo:
ANNO DOMINI MCCLXXII 
MAGISTER TANCREDUS DE PENTOMA DE VALVA FECIT HOC OPUS
L'intervento di Tancredi da Pentima sarebbe comunque limitato alla sola realizzazione della parete posta frontalmente rispetto all'ingresso; alcuni studiosi ritengono invece che l'attuale aspetto della fontana risalga interamente al XV secolo. Quel che è certo è che la zona oggi detta della Rivera, corrispondente a un antico castello denominato Acquili, dal quale deriva il nome della città, costituiva all'epoca della fondazione un'area strategica per quanto riguarda l'abbondanza di acqua e le numerose attività artigianali che vi si erano insediate.

Al Quattrocento si fa risalire il rivestimento delle pareti (con l'utilizzo di pietra bianca o rosata dalla tipica composizione a scacchiera, utilizzata anche nella facciata della basilica di Santa Maria di Collemaggio) e lo stemma della città posto sopra la lapide; al 1582 risalirebbe il fronte sinistro della fontana, attribuito a Alessandro Ciccarone; infine, al XVIII secolo è ascrivibile il fronte destro, caratterizzato da mascheroni dal gusto tipicamente barocco e probabile riedificazione di un fronte già presente ma distrutto dal terremoto del 1703, con il relativo restauro dell'intero monumento e la selciatura della piazza. La stessa lapide già citata in precedenza reca due date: il 1744, cui si fa risalire la costruzione del fronte destro, e il 1871, anno in cui fu attuato un nuovo restauro. 

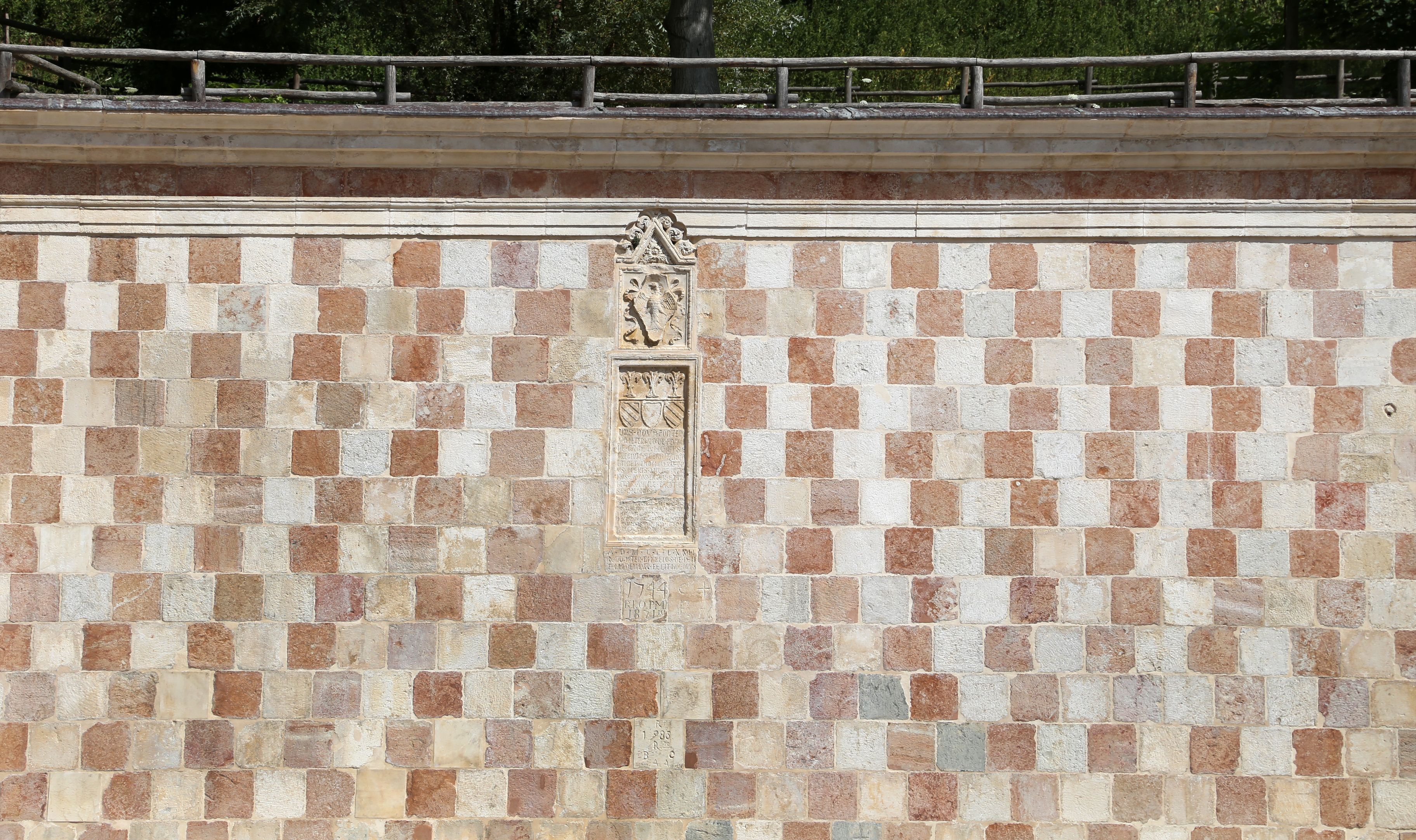
Una parete della fontana

Nel 1934 fu realizzata la recinzione in ferro battuto del fronte aperto mentre nel 1994 e nel 2008 è stata nuovamente restaurata.
Nel 2009 la fontana ha riportato lievi danni in seguito al terremoto, soprattutto per quanto riguarda il fronte destro che si poggia sul perimetro murario della città; pochi mesi più tardi la fontana è stata comunque al centro della cerimonia di apertura dei giochi del Mediterraneo di Pescara. Il suo restauro, volto al consolidamento strutturale dell'opera e la pulitura del rivestimento lapideo e delle vasche, è stato patrocinato dal Fondo per l'Ambiente Italiano e finanziato, quasi interamente, da donazioni. La fontana è stata riaperta al pubblico il 16 dicembre 2010.

## Descrizione

Lato sinistro della fontana

A pianta trapezoidale di notevole impatto prospettico, originariamente era costituita da un elaborato sistema simbolico astrologico ripetuto anche nelle aggiunte del 1582 ad opera di Alessandro Ciccarone. La fontana si sviluppa su tre fronti ed è posta ribassata rispetto alla sede stradale; sul lato aperto termina con una scalinata che guarda la medievale chiesa di San Vito.
Il perimetro della fontana, che per un lato si appoggia alla cinta muraria della città, è caratterizzato dall'intreccio di masselli di pietra bianca e rosa tratta dalla vicina cava di Genzano di Sassa, presenti anche nella facciata della basilica di Santa Maria di Collemaggio e in altri monumenti dell'Aquila. È costituita da cinque vasche poste su livelli differenti e leggermente sfalsati tra loro, sulla più alta delle quali viene immessa l'acqua tramite appositi mascheroni. Questa struttura era appositamente studiata per consentire il lavaggio del bucato che vi avvenne quotidianamente sino ai primi decenni del XX secolo.
I mascheroni sono tutti diversi fra loro e intervallati da formelle rettangolari, novantatré delle quali contenenti un fiore in rilievo e un rosone, mentre le rimanenti sei sono vuote. Queste ultime rappresenterebbero le piaghe del Cristo, mentre il rosone è a simboleggiare il ciclo della vita e quindi l'eternità.

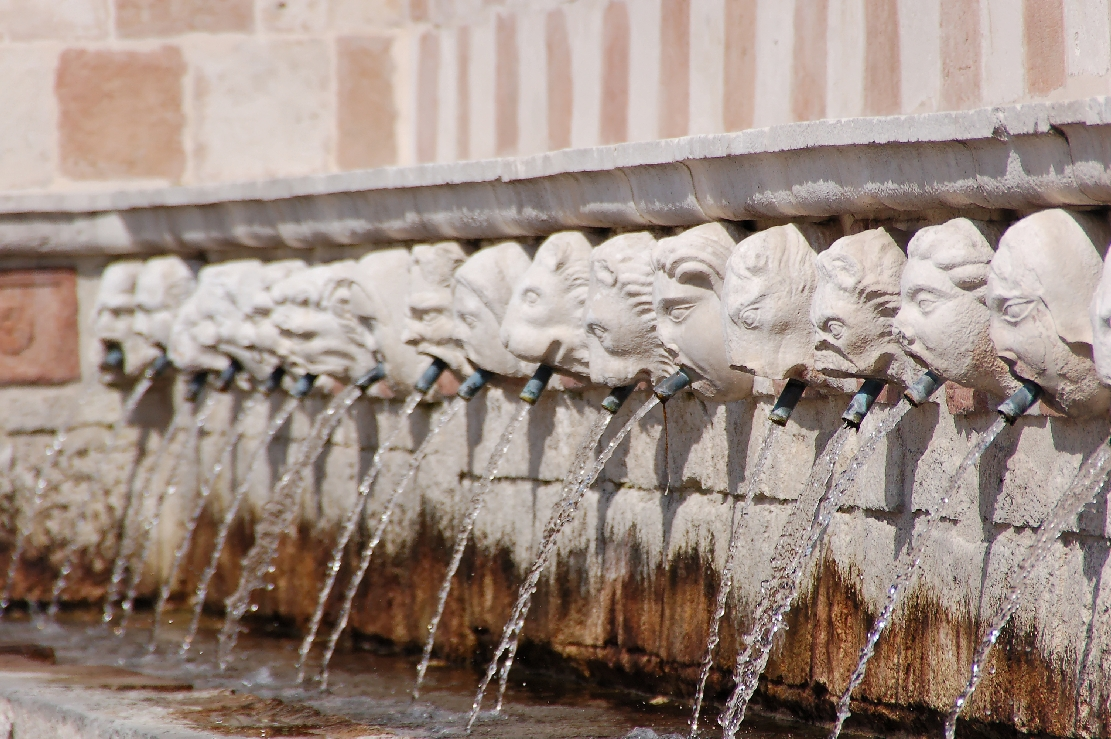
Particolare della fontana

Secondo la tradizione, la funzione dei mascheroni è quella di rappresentare allegoricamente i signori dei novantanove castelli che contribuirono alla fondazione dell'Aquila nel XIII secolo. La città sarebbe infatti costituita di novantanove piazze, novantanove chiese e novantanove fontane, ciascuna riferita al castello di riferimento, e la fontana della Rivera testimonierebbe tale operazione; in realtà il numero dei locali su cui fu fondata L'Aquila è leggermente minore di novantanove, e anche il numero di mascheroni dai quali sgorga l'acqua è attualmente di novantatré. Difatti, altre sei cannelle, di dimensioni minori e senza alcuna funzione pratica, sono poste poco sotto il parapetto del lato destro, probabilmente per alimentare la leggenda del numero novantanove.
Tra tutti, di particolare interesse è quello posta sull'angolo destro raffigurante un uomo con la testa di pesce che farebbe riferimento a una favola medievale nota come leggenda di Colapesce e, di conseguenza, permette di ricollegarla al nome di Federico II di Svevia, a cui si vorrebbe legata la fondazione della città (in realtà, la fondazione della città si deve a suo figlio, l'imperatore Corrado IV, e risale agli anni dal 1254 al 1266, quando Federico II era già morto).
Un altro mistero legato all'opera riguarda la sorgente di alimentazione, tenuta volontariamente segreta per evitare che un castello piuttosto che un altro ne rivendicasse la paternità, tanto da spingere a giustiziare il progettista affinché non la rivelasse a nessuno; secondo la leggenda le spoglie di Tancredi da Pentima sono tuttora poste al di sotto della pavimentazione della fontana. La sorgente della fontana è con ogni probabilità posta nelle vicinanze della chiesa di Santa Chiara, sul lato nord-orientale della zona della Rivera.